# Coralliophila sertata
Coralliophila sertata es una especie de molusco gasterópodo de la familia Muricidae.

## Distribución geográfica
Se encuentra  en Nueva Zelanda.